# Cucullosporella mangrovei
Cucullosporella mangrovei är en svampart som först beskrevs av K.D. Hyde & E.B.G. Jones, och fick sitt nu gällande namn av K.D. Hyde & E.B.G. Jones 1990. Cucullosporella mangrovei ingår i släktet Cucullosporella och familjen Halosphaeriaceae.   Inga underarter finns listade i Catalogue of Life.